# Dundonald (County Down)
Dundonald (irisch Dún Dónaill) ist eine nordirische Stadt in der historischen Grafschaft Down in dem District Lisburn and Castlereagh. Sie liegt östlich von Belfast und bildet einen Vorort. 2011 lag die Einwohnerzahl bei ca. 15.400 Personen.

## Geschichte
Dundonald bezieht sich auf ein normannisches Fort oder Dún, Dún Dónaill, aus dem 12. Jahrhundert, das in der Stadt stand. Als einer der größten in Irland ist der künstliche Hügel, auf dem das Fort stand, immer noch vorhanden.
Dundonald erhielt 1850 eine Eisenbahnverbindung nach Belfast und Newtownards, 1859 nach Downpatrick und 1869 nach Newcastle. Die Stadt lag an der einst umfangreichen Hauptstrecke der Belfast and County Down Railway. Die Bahnverbindung mit Belfast förderte den Aufschwung von Dundonald als Pendlerstadt, aber 1950 wurde die durch Dundonald verlaufende Bahnlinie geschlossen. Der Bahnhof von Dundonald wurde am 6. Mai 1850 eröffnet, aber am 24. April 1950 endgültig geschlossen. Die alte Bahnlinie wurde nun zum Comber Greenway umfunktioniert, einem Fußgängerweg, der von East Belfast durch Dundonald nach Comber führt. In den 1960er Jahren galt Dundonald als kleines Dorf. In den letzten Jahren hat Dundonald aufgrund der Nähe zu Belfast einen Anstieg der Wohnbebauung und der Bevölkerung erlebt.

## Söhne und Töchter der Stadt
- Noel Brotherston (1956–1995), Fußballspieler
- Michael Moore (* 1965), Politiker